# Neri da Rimini
Neri da Rimini (* um 1270 in Rimini; † nach 1322 ebenda) war ein italienischer Maler und Miniaturist des Mittelalters.

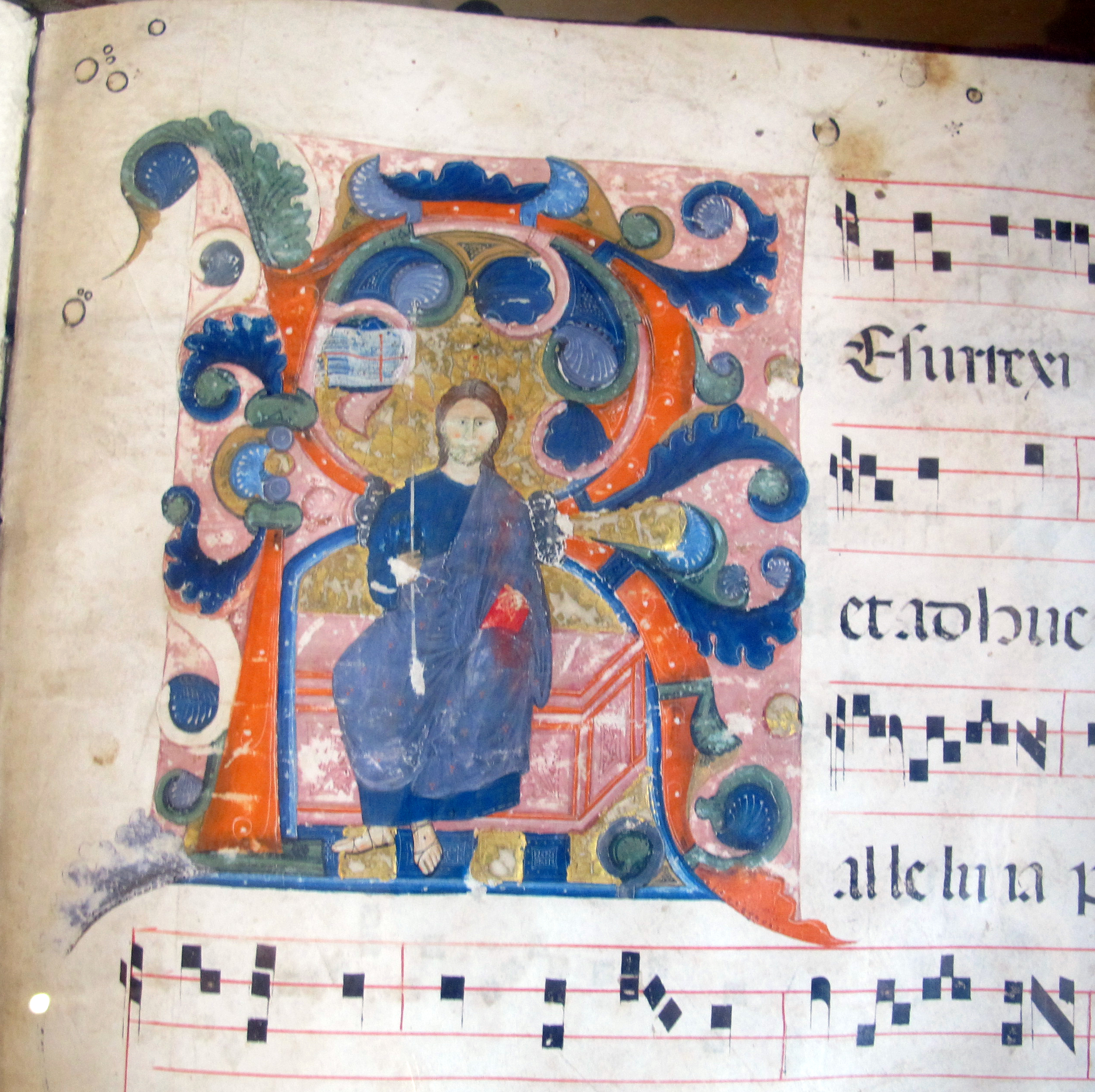
Antiphonale aus San Lazzaro del Terzo in Rimini, später nach San Silvestro in Larciano übertragen, heute im Diözesanmuseum in San Miniato

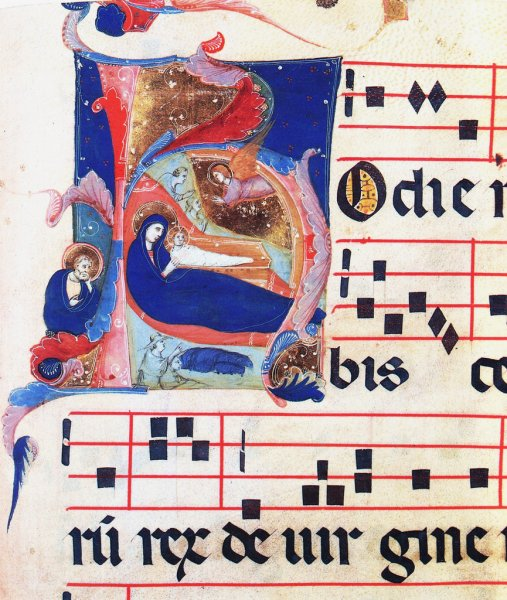
Chorale des Stadtmuseums Bologna

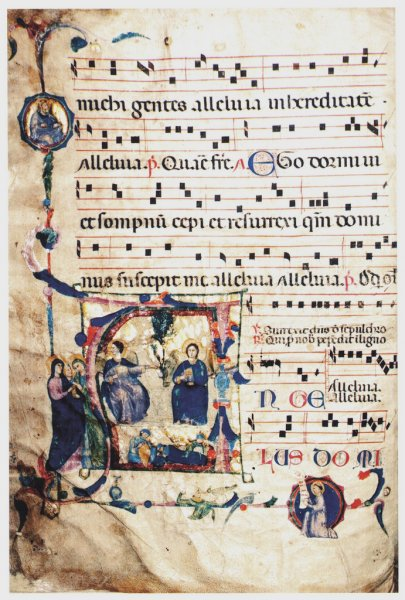
Antiphonale im Dom von Faenza

## Leben
Neri wurde in Rimini oder in der nahe gelegenen Pfarrkirche Santa Cristina geboren; seine Ausbildung wurde durch die Nähe zu den Bologneser Miniaturisten des 13. Jahrhunderts beeinflusst, doch schon bald konnte er unter dem Einfluss der frühen Werke der Maler der Rimineser Schule seine Arbeit so weit aktualisieren, dass er aus den traditionellen Mustern der lokalen Miniaturmalerei ausbrechen konnte. Sein erstes signiertes Werk befindet sich auf einem losen Blatt eines Antiphonars, das auf 1300 datiert ist und heute in der Sammlung der Fondazione Giorgio Cini in Venedig aufbewahrt wird. Aus demselben Kodex stammt ein zweites Blatt, ebenfalls signiert und datiert, das heute verloren ist.
In der letzten Phase seiner künstlerischen Laufbahn wurde er von Pietro da Rimini beeinflusst.
Seine bedeutendsten Werke, neben dem in Venedig erhaltenen, sind:
- Antiphonar des Doms von Faenza, um 1310;
- Chorale des Stadtmuseums Bologna, 1314;
- Kommentar zu den Evangelien in der Biblioteca Vaticana, nach 1320.